# 武始郡
武始郡，中国古代的郡。
前凉张骏在陇西郡置武始郡（今甘肃省临洮县），下辖武始、临洮。其后历经前秦、西秦、南凉，北魏太平真君八年（447年），改置勇田郡（今甘肃省临洮县北），不久改勇田县为属武始郡治，又析置杨素县，与狄道县并属武始郡。西魏增置临洮郡（今甘肃省岷县）。北周废临洮郡。隋朝开皇三年（583年），废武始郡，以县属兰州。